# Cameron Evans
Pour les articles homonymes, voir Evans.
Cameron Evans (né le 10 janvier 1984) est un coureur cycliste canadien.

## Palmarès sur route

### Par années
- 2002
  - 2e étape du Tour de l'Abitibi
  - 2e du championnat du Canada du contre-la-montre juniors
  - 3e du championnat du Canada sur route juniors
- 2003
  - 5e étape du Tour de Toona
- 2004
  -  Champion du Canada du critérium
  -  Champion du Canada sur route espoirs
- 2006
  -  Champion du Canada du critérium
  - 1re étape du Tour de White Rock
  - Classement général du Tour de Delta
  - 2e du Tour de White Rock
- 2007
  -  Champion du Canada sur route
  - 4e (contre-la-montre par équipes) et 6e étapes du Tour du Salvador
  - 2e de la Fitchburg Longsjo Classic
  - 3e du Tour de White Rock
- 2008
  - Classement général de la San Dimas Stage Race
  - 1re étape du Tour de Delta
  - 3e étape du Tour de Guadeloupe
  - 2e du Tour de Guadeloupe
- 2009
  - 6e étape du Tour du Mexique

### Classements mondiaux
| Année         | 2007 | 2008 | 2009 |
| ------------- | ---- | ---- | ---- |
| UCI Asia Tour | 23e  | 48e  | 247e |

## Palmarès sur piste
- 2006
  - Six Jours de Burnaby (avec Marsh Cooper)